# Lugo de Llanera
Lugo de Llanera (en asturiano, La Estación, y oficialmente, La Estación/ Lugo de Llanera) es la localidad más poblada del concejo asturiano de Llanera, España. Con la categoría histórica de «estación» se encuentra comprendida dentro de la parroquia de Lugo.

## Demografía
En el año 2015 tenía una población empadronada de 3428 habitantes.

## Historia

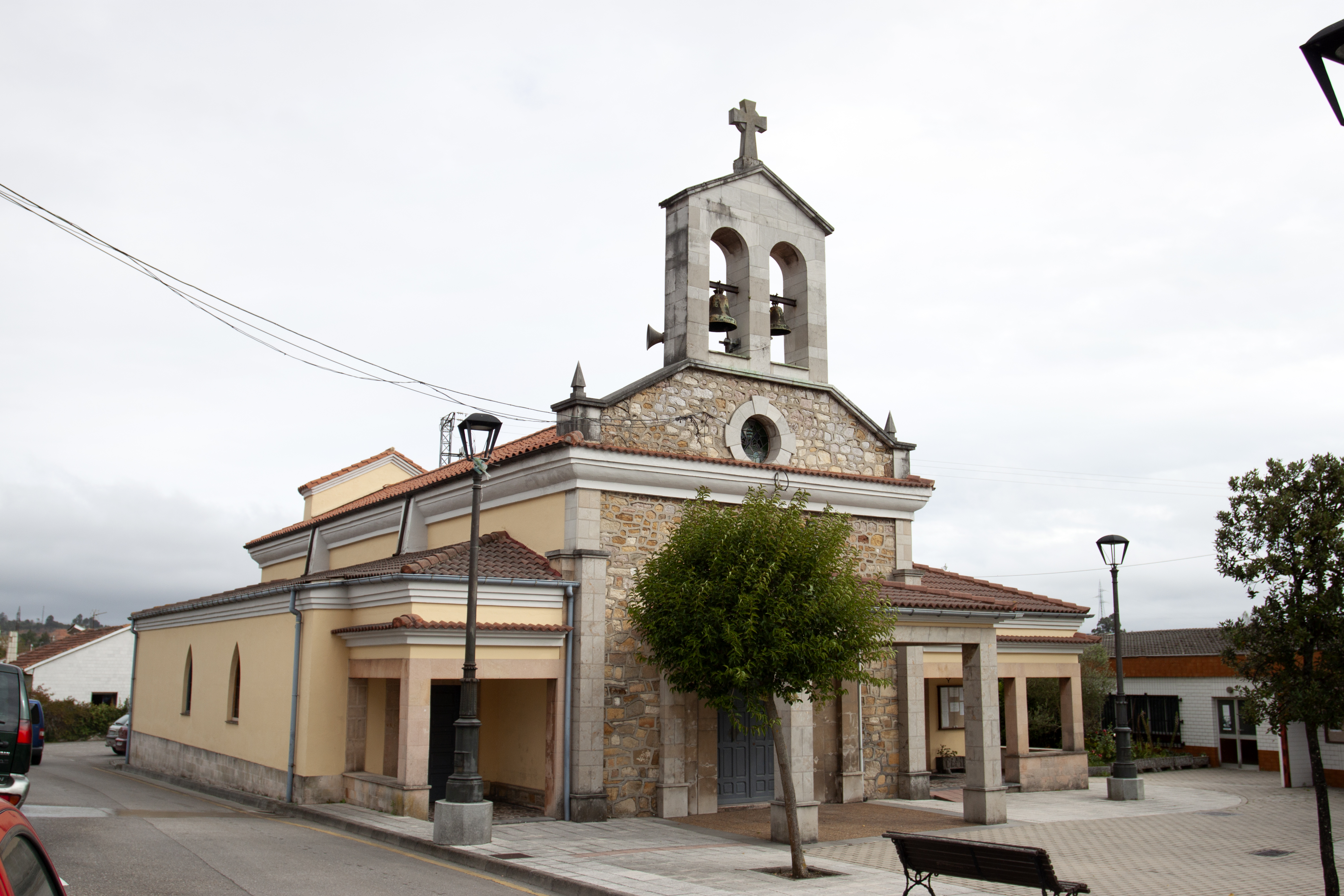
Iglesia parroquial de Lugo de Llanera

De la Edad del Hierro es el poblado castreño en las inmediaciones de Lugo, el Canto de San Pedro. Pero el más importante es Lucus Asturum núcleo administrativo relevante en época romana. En Lucus se realizaron varias campañas arqueológicas que han aportado diversos materiales (de un periodo que va desde el alto imperio hasta la Baja Edad Media) pero que por el contrario se han circunscrito a un área muy reducida, por lo que aún hoy en día no se sabe demasiado sobre las dimensiones y características de este núcleo romano, que ha sido interpretado como un vicus viarii y no como una ciudad, ya que no existe ninguna evidencia de trama o configuración urbana en este lugar. 
Fue el geógrafo griego Ptolomeo quien ya en el siglo II mencionó la existencia de una ciudad romana llamada Lucus Asturum, en la vía que unía Lucus Augusti (Lugo de Galicia) con Asturica Augusta (Astorga).
Se ha interpretado posteriormente, a partir de varios textos medievales que Lucus Asturum fue ciudad amurallada y que con los avatares del tiempo fue destruida y abandonada; aunque se sabe que muchas de estas afirmaciones son interpretaciones erróneas o responden a textos que fueron ya manipulados en el medievo. La arqueología y las investigaciones realizadas hasta la fecha no han confirmado la existencia de un emplazamiento urbano, más bien lo contrario, por lo que la creencia de que Lucus Asturum fue una ciudad, no es más que una especulación carente de fundamento, al menos hasta la fecha. El emplazamiento concreto se señala junto a la desaparecida iglesia de Santa María de Lugo (destruida en 1936, y no reconstruida posteriormente) y próximo a un pequeño cerro llamado El Cantu San Pedro, en el que José Manuel González identificó un castro, y en el que han sido hallados restos romanos al ser cortado por la trinchera del ferrocarril.
Los romanos dejaron huellas evidentes de su dominio y de su estancia y desde el siglo XVI se vienen produciendo hallazgos arqueológicos de lo que fuera esa antigua ciudad: restos de un ara dedicada a los Lares viales, monedas de plata y cobre, trozos de una columna, pavimentos, o una figurilla de bronce (muchos de ellos perdidos o desaparecidos).

## Personajes
El doble campeón de Europa con la selección española de fútbol Santiago Cazorla es originario de Lugo de Llanera.

## Demografía
Lugo de Llanera ha experimentado un fuerte crecimiento desde hace varias décadas gracias a su proximidad con Oviedo, llegando a convertirse en una pequeña ciudad dormitorio.

## Economía
Lugo de Llanera, al igual que el resto del concejo y de Asturias, ha tenido una economía tradicionalmente ligada al campo (sector agropecuario), que en la mayor parte de los casos ha constituido una actividad autárquica. Debido a su situación en la zona central asturiana, desde finales de la década de 1960 ha visto nacer y crecer una actividad industrial hasta ese momento desconocida en la zona. En Lugo de Llanera se sitúa el polígono industrial de Silvota, que reúne un número muy importante de empresas y constituye una de las mayores superficies industriales de Asturias, debido a sus características orográficas y a sus buenas comunicaciones. 

## Ferrocarril
Lugo de Llanera dispone de una estación de ferrocarril de ancho ibérico con servicio de viajeros —cercanías y media distancia— y terminal de mercancías.

## Festividades
Su fiesta patronal es el domingo siguiente a la celebración de la denominada "Virgen de Agosto", por lo que no tiene una fecha fija en el calendario, estando consagradas las fiestas a la patrona, Santa María de Lugo de Llanera. La duración es de 6 días, siendo el último el correspondiente a la jira en el prau de la fiesta, con el reparto de la botella de vino y el "bollu preñao". Estas fiestas han sido organizadas en los últimos años por la Asociación Cultural y de Festejos Amigos de Llugo.